# 田村真子
田村 真子（たむら まこ、1996年2月3日 - ）は、TBSテレビのアナウンサー。

## 来歴
三重県松阪市出身。親族に国会議員を多数輩出した政治家の家系に生まれる。
高田中学校・高等学校、上智大学文学部新聞学科を卒業。
大学卒業後の2018年4月にTBSテレビへ入社。同期のアナウンサーは宇賀神メグ、小林廣輝（2022年7月31日退社）、良原安美。同年10月から1年間、週替わりで月曜日・金曜日に『はやドキ!』に出演。
2021年3月29日、平日朝の情報バラエティ番組『ラヴィット!』のMCに就任。
2024年12月に発表されたオリコン『第21回 好きな女性アナウンサーランキング』にて初となる1位を獲得。TBS出身の女性アナウンサーとしても初の快挙となった。

## 人物

### エピソード
- 大学では茶道部に所属[10]。
- 高校まで三重県に住み、東京都へ移住した大学時代は父の憲久と同居する議員宿舎から通学した[10]。2018年12月『明石家さんまの爆笑!ご長寿グランプリ2018』への出演時には、父が元厚生労働大臣の国会議員のため「プレッシャーを感じる」と明かした[11][注釈 3]。
- 大学時代のインターンシップにて、のちに自身がMCを務める『ラヴィット!』の裏番組『モーニングショー』（テレビ朝日）のアシスタントディレクター（AD）の手伝いを担当。リポーターの現場取材にも帯同し、それらの経験がアナウンサーに興味を持つ一因になったと明かしている[12]。
- 趣味は神社仏閣巡り[13][14]、舞台・音楽鑑賞、茶道[3]。
- 資格は普通自動車免許、日本漢字能力検定2級、実用英語技能検定2級、語彙・読解力検定準1級[3]、茶道裏千家上級を保有している[15]。
- 特技は正座、早歩き[3]。
- 好きな食べ物はみたらし団子、麻婆豆腐、白米[3]。
- 2022年7月4日放送の『クイズ!THE違和感』にて、慶應義塾大学の受験失敗を明かした[16]。

## 現在の出演番組

### テレビ
- ラヴィット!（2021年3月29日 - ）- MC[17]
  - 夜明けのラヴィット!（2023年4月15日 - ）- MC
- OAを見た後に…語らナイト（2024年5月10日 - 、不定期出演）[18]
- タミ様のお告げ（2025年3月24日 - ）- アシスタント

### ラジオ
- パンサー向井の＃ふらっと（『シェアオフィス ザ・専門』進行、2022年4月 - ）

## 過去の出演番組

### テレビ
- はやドキ!（2018年10月 - 2019年9月）
- イベントGO!（2018年10月 - 2019年9月）
- メイドインジャパン!（2019年4月 - 2020年3月） - 進行[19]
- ひるおび（JNN NEWS担当、木・金曜日、2019年4月4日 - 2020年7月3日、10月22日 - 2021年3月26日）
- ゴゴスマ -GO GO!Smile!-（CBCテレビ制作／最新ニュース担当、木・金曜日、2019年4月4日 - 2020年7月3日、10月22日 - 2021年3月26日）
- まるっと!サタデー（メインキャスター、2019年7月6日 - 2021年3月27日）
- NEWS23（月・火・木曜日・隔週水曜日、2020年7月6日 - 10月15日） - 小川彩佳産休に伴う代理サブキャスター[注釈 4]
- 出川哲朗のリアルガチバトル2（2018年12月1日） - 進行
- 爆笑!明石家さんまのご長寿グランプリ2018（2018年12月29日） - ロケ企画「ご長寿と若者 熱海の夜」ゲスト
- 報道の日2018（2018年12月30日） - 夕方の「JNNニュース」キャスター
- サンデージャポン（2018・2019年、不定期出演）- サンジャポジャーナリスト
- 4K生中継! 伊勢神宮奉納花火2019（BS-TBS／2019年7月13日） - MC
- プリンセス駅伝2019 全日本実業団女子駅伝全国統一予選会（2019年10月20日） - 優勝チームインタビュアー
- Nスタ（2020年1月1日・3日、12月29日） - 井上貴博・ホラン千秋らの年末年始休暇に伴う代理キャスター[注釈 5]
- ひとつ利口になりました!（2020年3月28日・8月25日）- 進行
- クイズ!THE違和感（2020年4月13日 - 2022年9月12日） - 進行
- お笑いの日2020（2020年9月26日） - 第1部「音ネタFES〜OTO-NETA-FES〜」進行
- オールスター感謝祭2020秋（2020年10月3日） - 「緑山2100番地ミニマラソン」出場者インタビュアー
- TBS秋の新番組プレゼン祭 新ドラマの魅力が丸わかり!（2020年10月11日）
- 地球を笑顔にするTV 香川と指原と安住と…SDGsって何だ?SP（2020年11月21日）
- サウンド・イン"S"クリスマススペシャル（BS-TBS／2020年12月19日） - 司会
- オモテガール裏ガール（2021年4月14日） - アシスタント
- 坂上&指原のつぶれない店（2021年6月21日）- 代理司会 ※指原莉乃体調不良のMC
- 東大王（2021年9月15日） - 解答者として出演
- TBS女子アナ 鉄道の旅（TBSチャンネル／鳥取・若桜鉄道編、函館本線編）
- 日本沈没-希望のひと- 第1話・第2話 （2021年10月10日・17日） - アナウンサー役
- 中居正広の金曜日のスマイルたちへ（2021年10月22日） - 進行
- ザ・ベストワン（2021年10月29日） - 進行
- 中居大悟に言いたい人々（2022年8月22日・29日・2023年9月16日・2024年2月19日・4月15日）- 進行
- TOKYO MER 隅田川ミッション（2023年4月16日） - 屋形船の乗客 役[20][21]
- ラストマン-全盲の捜査官- 第二話（2023年4月30日） - 女性支援捜査員 役[22]
- 形から入ってみた（2023年4月 - 6月）- 進行
- From TBS（関東ローカル向けの番宣番組、2022年4月4日 - 2023年9月）- 同期である宇賀神メグとのコンビでナビゲーターを担当。
  - 『今夜のTBS』『明日のTBS』というタイトルで曜日を問わずスポットCM枠で流れる番組で、日比麻音子の後任として起用。
- ガラッとチェンジマン（2023年10月16日 - 2024年1月20日）- 進行
- THE MC3（2024年5月6日・10月21日 - 12月9日）- 進行
- S☆1 BASEBALL「福岡ソフトバンク×横浜DeNA」（2025年6月15日） - 副音声担当

### ラジオ
- 森本毅郎・スタンバイ!（2018年12月31日） - 森本毅郎・遠藤泰子の年末休暇に伴う代理パーソナリティー
- エレベーターが来るまで。（パーソナリティー、2020年3月31日 - 4月21日）
- ジェーン・スー 生活は踊る（2020年11月10日） - 杉山真也不在に伴う代理パートナー
- Adam by GMO presents ゲージュツ爆発チャンネル！（ナビゲーター、2022年10月）
- Paravi presents 石橋貴明のGATE7（2022年4月 - 2023年3月）
  - 注目のスポーツイベントを紹介する「教えてタカさん」という月1回放送のコーナーに、パートナーとして出演。

### その他
- 週刊ヤングマガジン25号 表紙（2023年5月22日）[23]

## 執筆
- 田村真子アナウンサーの『ラヴィット!』日誌（太田出版『Quick Japan』2022年 vol.160 - ）
- Quick Japan 『明日の朝は、どんな朝？』（2024年8月 - ）[24][25]
- TVer 【CM】TBS TVerセールス 〜田村真子アナウンサー篇〜（2024年）[26]

## 書籍

### フォトエッセイ
- 陽がのぼるほうへ（2025年8月27日、太田出版）ISBN 9784778340612[27]

## その他
- 一日警察署長 月島警察署（2024年9月29日）[28]
- 松阪市ブランド大使（2025年1月）[29][注釈 6]
- プロ野球始球式 中日 - 巨人（2025年4月2日、バンテリンドームナゴヤ）[31]